# Aclare
Aclare is een plaats in het Ierse graafschap Sligo.
In de omgeving ligt Belclare Castle, een fortruïne van de O'Hara-familie. De plaats zelf is bekend vanwege zijn sterke muzikale traditie, vooral de Ierse traditionele muziek.

## Sport
- Aclare Celtic, voetbalclub

## Geboren in Aclare
- Tommy Fleming (1971), zanger (The Voice of Ireland)